# USS Massey (DD-778)
O USS Massey (DD-778) foi um navio de guerra do tipo  contratorpedeiro norte-americano que serviu durante a Segunda Guerra Mundial e na Guerra da Coréia.

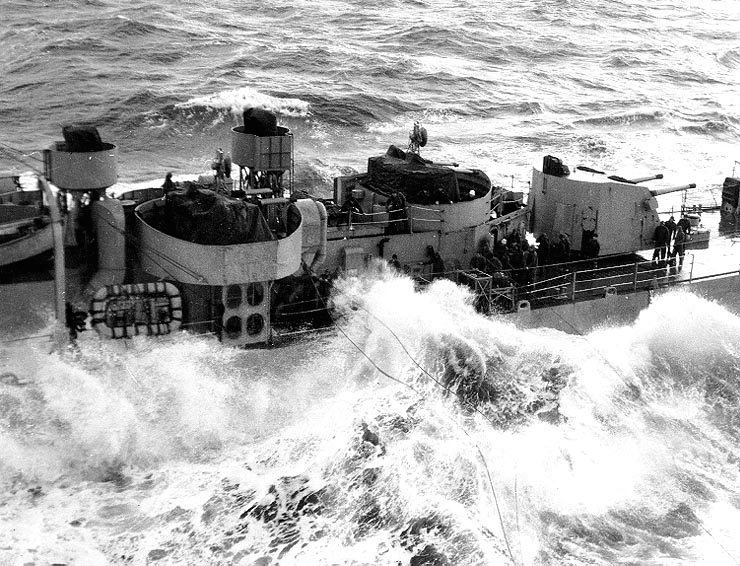
USS Massey (DD-778) em operação de reabastecimento (1948).

O nome do navio é uma homenagem ao piloto naval Lance Edward Massey (1909-1942), que comandou uma esquadrilha de aviões na Batalha de Midway. Os nove caça-torpedeoiros  causaram significativos danos a frota japonesa, afundando dois navios inimigos. A esquadrilha foi severamente atacada por fogo antiaéreo e o avião de Massey foi abatido. Morto em combate e por seus atos de coragem o oficial recebeu postumamente a Navy Cross.

## Comandantes
Durante a Segunda Guerra Mundial.
| Comandante                       | Data                                 |
| -------------------------------- | ------------------------------------ |
| Cdr. Charles Warren Aldrich, Sr. | 24 de Novembro de 1944 - Julho de 45 |